# Pseudoliprus
Pseudoliprus es un género de insecto coleóptero de la familia Chrysomelidae.

## Especies
Las especies de este género son:
- Pseudoliprus bisulcatus Chen & Wang, 1980
- Pseudoliprus chinensis Medvedev, 1993
- Pseudoliprus kimotonis Komiya, 2006
- Pseudoliprus lalashanensis Komiya, 2006